# Lucas Brenton
Lucas Brenton (* 17. Juli 1991 in Australien) ist ein androgyner australischer Electronic-Pop- und Dance-Künstler und eine Internetpersönlichkeit.

## Musikkarriere
Brenton ist bekannt als eine der wenigen australischen Internetpersönlichkeiten und ist nun der einzige australische Sänger, der weltweite Bekanntheit erlangte, ohne Plattenvertrag.
Seine Debüt-Single Party Trick wurde am 21. Oktober 2010 veröffentlicht und erreichte Platz 94 in den „Top 200 Pop Charts“ auf iTunes Australia.
Seine neueste Single Riders Of The Night wurde am 20. April 2011 veröffentlicht, erreichte Platz 46 auf den „Top Australian Dance Charts“ und überholte somit Party Trick um fast 50 Plätze. Riders Of The Night erreichte außerdem Platz 23 auf den „iTunes Top Dance Charts“ in Neuseeland.
Brenton plant bis zum Ende 2011 sein Debüt Extended Play zu veröffentlichen.

## Diskografie
Singles
- 2010: Party Trick
- 2011: Riders Of The Night

| Personendaten    | Personendaten                                     |
| ---------------- | ------------------------------------------------- |
| NAME             | Brenton, Lucas                                    |
| KURZBESCHREIBUNG | australischer Künstler und Internetpersönlichkeit |
| GEBURTSDATUM     | 17. Juli 1991                                     |
| GEBURTSORT       | Australien                                        |